# Няньки (фильм, 2012)
«Няньки» — российская комедия режиссёра Ашота Кещяна. Премьера состоялась 26 апреля 2012 года, позднее фильм вышел на DVD и Blu-Ray. В России фильм собрал 842 тыс. зрителей.

## Сюжет
Дима и Миша (Николай Наумов и Арарат Кещян) — провинциальные бизнесмены в сфере туризма, которые никогда всерьез не относились ни к семейной жизни, ни к детям, ни к своей работе. Они — единственные мужчины из всех филиалов крупной туристической фирмы. Именно поэтому владелица агентства (Олеся Железняк) вынуждена взять их для подписания контракта в Турцию, где с женщинами не совершают крупных сделок. По стечению обстоятельств они остаются один на один с тремя неуправляемыми детьми начальницы.

## В ролях
- Николай Наумов — Дима
- Арарат Кещян — Миша
- Людмила Артемьева — бабушка, мама Валентины
- Аглая Шиловская — Катя
- Лина Добророднова — Даша
- Илья Костюков — Саша
- Глеб Сердюков — Паша
- Олеся Железняк — Валентина, начальница агентства
- Дитер Брандекер — Гвидо, отец Михаэля
- Майкл Бэрал — Михаэль
- Михаил Павлик — алкоголик в самолёте
- Екатерина Вилкова — алкоголик в самолёте
- Толга Сунгур — мистер Елмас
- Екатерина Климова
- Михаил Галустян — араб
- Семён Трескунов — мальчик Федя
- Ваня Матвеев — администратор

## Выбор актёров на главные роли
Первоначально планировалось, что главных героев сыграют ранее работавшие вместе в фильме «Беременный» Дмитрий Дюжев и Михаил Галустян. Однако ранее Дюжев сыграл в похожей по сюжету картине «Вождь разнокожих», в результате чего решил не повторяться и отказался от съёмок. Галустян же заявил, что готов играть главную роль, только если с ним в дуэте снова будет работать Дюжев. В результате Галустян выступил креативным продюсером фильма и сыграл эпизодическую роль араба, а роль, которую изначально должен был играть Михаил, сыграл известный по сериалу «Универ» Арарат Кещян. На роль же Димы был приглашён Николай Наумов, что было связано с тем, что кинотеатры дали продюсерам «Enjoy Movies» идею снять киноверсию сериала «Реальные пацаны», но студия «Good Story Media» отказалась продавать права на создание фильма по своему сериалу, в итоге мысль Георгия Малкова снять другое кино со звездой «Реальных пацанов» вызвала положительные эмоции у сетей кинотеатров. В итоге кассовые сборы за три недели проката составили 168 217 397 рублей, спустя два года на канале СТС состоялась телевизионная премьера фильма, которая прошла с рейтингом 1.8 и долей 6.2.

## Критика
Фильм получил смешанные, преимущественно негативные отзывы критиков. На сайте КиноПоиск он имеет рейтинг 5.5 баллов из 10 возможных, на IMDB — 4.2 из 10.